# Aphelandra parviflora
Aphelandra parviflora är en akantusväxtart som beskrevs av Emery Clarence Leonard. Aphelandra parviflora ingår i släktet Aphelandra och familjen akantusväxter. Inga underarter finns listade i Catalogue of Life.